# Žanis Bachs
Žanis Bachs (ur. 1885 we wsi Karczma Berzu, Łotwa, zm. 16 października 1941 w Kommunarce) – Łotysz, łotewski i rosyjski generał.

## Życiorys
W latach 1912–1913 służył w 170, a następnie w 174 pułku piechoty. Ukończył Akademię Sztabu Generalnego.
Od 1918 roku służył w siłach zbrojnych Tymczasowego Rządu Łotwy. Od kwietnia do lipca 1919 był przedstawicielem wojskowym w Pskowie. W 1920 roku został mianowany szefem pionu operacji Sztabu Głównodowodzącego Armią. Brał udział w rozmowach pokojowych z Rosją Radziecką. Od 1921 był przedstawicielem wojskowym Łotwy w Moskwie.
Od października 1936 do 1940 był dowódcą Dywizji Zemgalskiej (Zemgales divīzija).
20 grudnia 1940 został aresztowany i skazany na karę śmierci przez Kolegium Wojskowe Sądu Najwyższego ZSRR 18 lipca 1941, pod zarzutem szpiegostwa i uczestnictwa w nielegalnych organizacjach. Rozstrzelano go 16 października 1941 na poligonie Kommunarka.
W kwietniu 1992 został zrehabilitowany przez Prokuraturę Federacji Rosyjskiej.

## Ordery i odznaczenia
- łotewski Order Pogromcy Niedźwiedzia III klasy
- łotewski Order Trzech Gwiazd II i III klasy
- łotewski Krzyż Zasługi Obrońców
- estoński Order Krzyża Orła III klasy
- polski Order Odrodzenia Polski
- szwedzki Order Miecza III klasy
- rosyjski Order Świętego Stanisława II i III klasy
- rosyjski Order Świętej Anny IV klasy